# Кутитонская, Мария Игнатьевна
Мария Игнатьевна Кутитонская (23 февраля 1856, Одесса, Херсонская губерния, Российская империя — 4 мая 1887 Александровский централ в Иркутской губернии, Российская империя) — русская революционерка, народница, террористка.

## Биография
Родилась в дворянской семье одесского домовладельца, секретаря коммерческого суда Одессы, коллежского асессора.
Окончила женскую гимназию. В гимназические годы вошла в радикальную революционную среду. После окончания гимназии работала в Одесской городской думе.
В 1876 году ездила в Париж, где познакомилась с Г. А. Лопатиным. Под его влиянием по возвращении в Одессу стала членом кружка И. М. Ковальского, участники которого одними из первых в России начали активно прибегать к террористическим действиям.
Арестована после объявления приговора 20 июля 1878 года И. М. Ковальскому, проходившему по процессу Одесского военно-окружного суда с 19 по 24 июля 1878 года с восемью подсудимыми. По ходатайству родственников вскоре освобождена на поруки.
Вторично арестована 19 июня 1879 года по подозрению в принадлежности к преступному сообществу в Одессе и Николаеве. Судилась Одесским военно-окружным судом («Процесс двадцати восьми») и 5 августа 1879 года признана виновной и приговорена к каторжным работам на заводах на 15 лет; по конфирмации одесского генерал-губернатора 8 августа 1879 года срок каторжных работ сокращен до 4-х лет. Местом отбытия наказания была определена Нерчинская каторга, куда она поступила 15 января 1880 года. От работ была уволена 23 июня 1882 года по болезни.
Согласно предписанию военного губернатора Забайкальской области определена на поселение 23 июля 1882 года в село Акша (Забайкальская область).
Пребывая на каторге, оказалась свидетелем группового побега, совершённого из мужской тюрьмы 8 государственных преступников в конце апреля — начале мая 1882 года, и последовавшей после поимки беглецов расправы над всеми политкаторжанами. Усмирение сопровождалось чрезвычайными мерами воздействия, от физического насилия до перевода в одиночное содержание в Петропавловской крепости. Заключённых лишили ряда режимных норм, на которые они имели право, например чтения книг, переписки с родными, использования собственных денег на улучшение питания, врачебной помощи. Когда же политкаторжане на действия администрации ответили общей голодовкой, их стали кормить насильно. Главным виновником ужесточения режима каторжане считали военного губернатора Забайкальской области Ильяшевича Л. И. В этой связи было принято решение убить губернатора. Наиболее подходящей кандидатурой для этого была выбрана Кутитонская, вышедшая на поселение.
14 сентября 1882 года самовольно без разрешения местного исправника выехала из Акши в Читу. Была по дороге задержана казаками и доставлена в Читу. 16 сентября 1882 года по её просьбе была отвезена в приёмную губернатора и при личной встрече c губернатором сделала единственный выстрел из карманного шестиствольного револьвера системы Лефоше. Пуля попала в живот, Ильяшевич был тяжело ранен. Была немедленно арестована. Предана суду за побег с места поселения и покушение на губернатора и Читинским военно-окружным судом 17 ноября 1882 года приговорена к смертной казни через повешение; по ходатайству раненного губернатора Л. И. Ильяшевича и конфирмации из Петербурга смертная казнь заменена каторжными работами без срока. Приговор объявлен 7 декабря 1882 года.
Ввиду возможного вредного влияния на политических каторжан не отправлена на место отбытия наказания, а временно помещена в Александровский централ (Иркутский уезд) в который переведена 7 января 1883 года.
Умерла от туберкулёза горла 4 мая 1887 года в тюремной больнице Александровского централа.